# カモ目
カモ目（カモもく、Anseriformes）は、鳥綱に分類される目。別名ガンカモ目。

## 分布
世界各地（南極大陸を除く）

## 形態
カモ類は嘴がやや幅広く扁平で、嘴の先端に爪状の角質の突起がある種が多い。一方で生態による差異も大きく、一例として魚類を食べるアイサ類は嘴が細長く先端が鉤状になり、種子類を主に食べるガン類は嘴が分厚く頑丈で、ほぼ水中に入らず陸上の草本を食べるロウバシガンは嘴がやや短く下方へ湾曲する。サケビドリ科の嘴は短く、下方へ湾曲し先端が鉤状になる。鼻中隔がなく、左右の鼻孔は通じている。カモ類は第1趾が痕跡的だが、サケビドリ科では発達する。カモ類には趾の間に水かきがある種が多いが、サケビドリ科では痕跡的。カササギガン科も第1趾が発達し、趾の間にある水かきは痕跡的。
卵には斑点がない。孵化直後の雛は、綿羽で密に被われる。
湖沼や河川、沿岸部にすむ水鳥である。ずんぐりとした体格をし、水かきのある短めの脚が体の後方についている。首は比較的長く、幅広で平らなクチバシをもつ。渡りをする種が多い。日本においてカモ目カモ科に属する大型の水鳥をガン、さらに大型で白いもの（例外あり）をハクチョウと呼ぶ。

## 分類
現生の鳥綱ではキジ目とキジカモ類（Galloanserae）を構成する。
以下の分類は、IOC World Bird List (v11.1)に従う。和名は山崎・亀谷(2019)に従う。
- カモ科 Anatidae
- サケビドリ科 Anhimidae
- カササギガン科 Anseranatidae

## 生態
飛翔時には頸部を伸ばす。カモ科は多くの種で渡りを行うが、飛翔力を失った種もいる。サケビドリ科は飛翔力は強いが、渡りは行わない。
カモ科の食性は、主に魚類を食べるアイサ類、陸上の草本や種子・果実を食べるガン類、ほぼ草本を食べるロウバシガンなど、種によって様々な食性がみられる。サケビドリ科は植物食。カモ科とサケビドリ科は孵化した雛が自力で食物を探して採食するが、カササギガン科は親鳥が雛に嘴でつまんで食物を与える。

## 画像

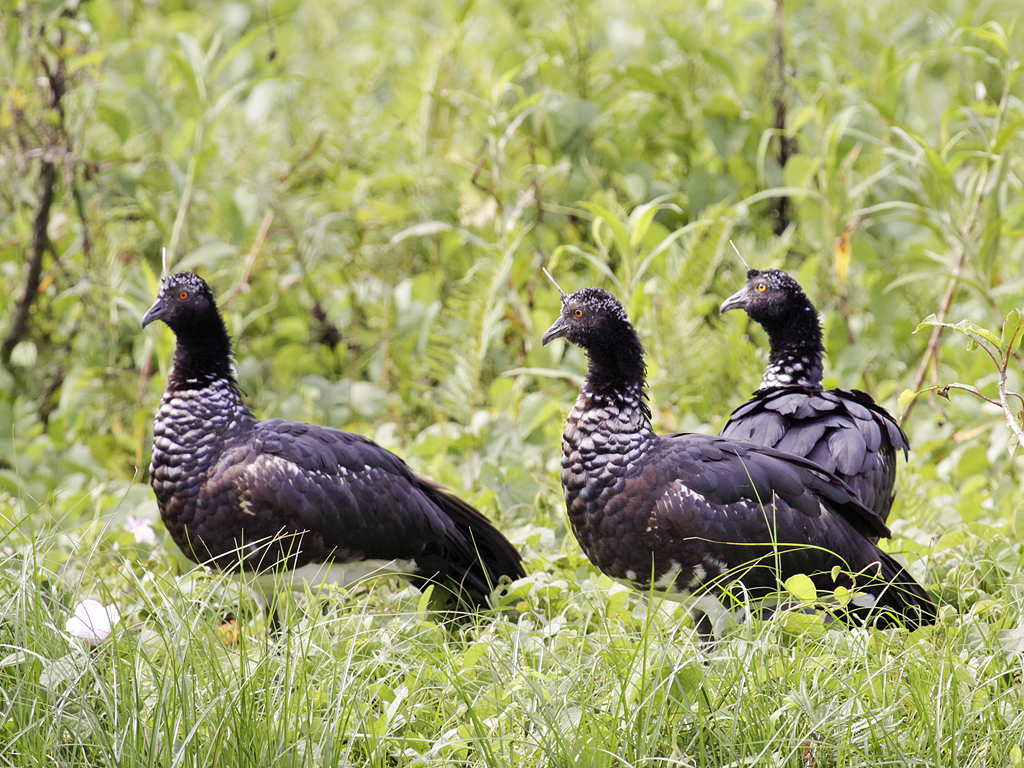
ツノサケビドリ Anhima cornuta （サケビドリ科）
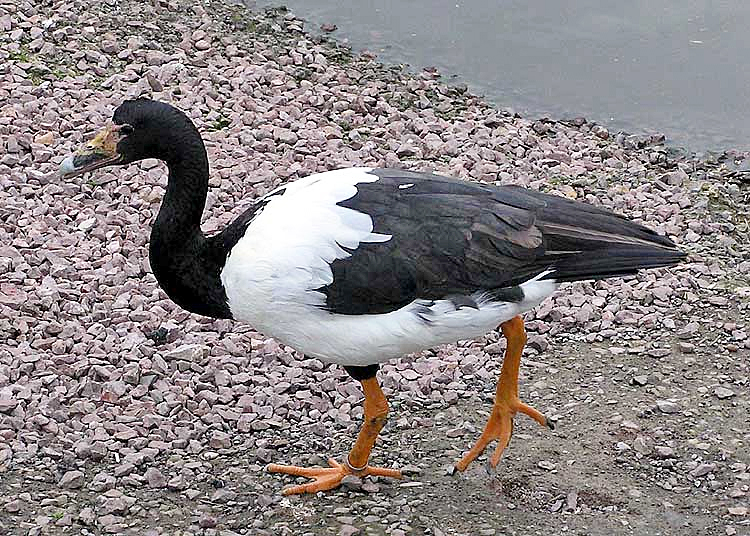
カササギガン Anseranas semipalmata （カササギガン科）